# Mars Sample Return
A Mars Sample Return (magyarul Marsminta-visszahozatal) tervezett űrrepülés, melynek során egy Mars-szonda leszáll a Mars felszínére, ott egy marsjáró mintákat gyűjt, majd ezt a szonda visszajuttatja a Földre, így lehetővé téve a nagyon alapos laboratóriumi elemzést. A NASA és az ESA által közösen végrehajtott küldetés legkorábbi időpontja a tervek szerint 2016.